# 圣嘉禄巨像

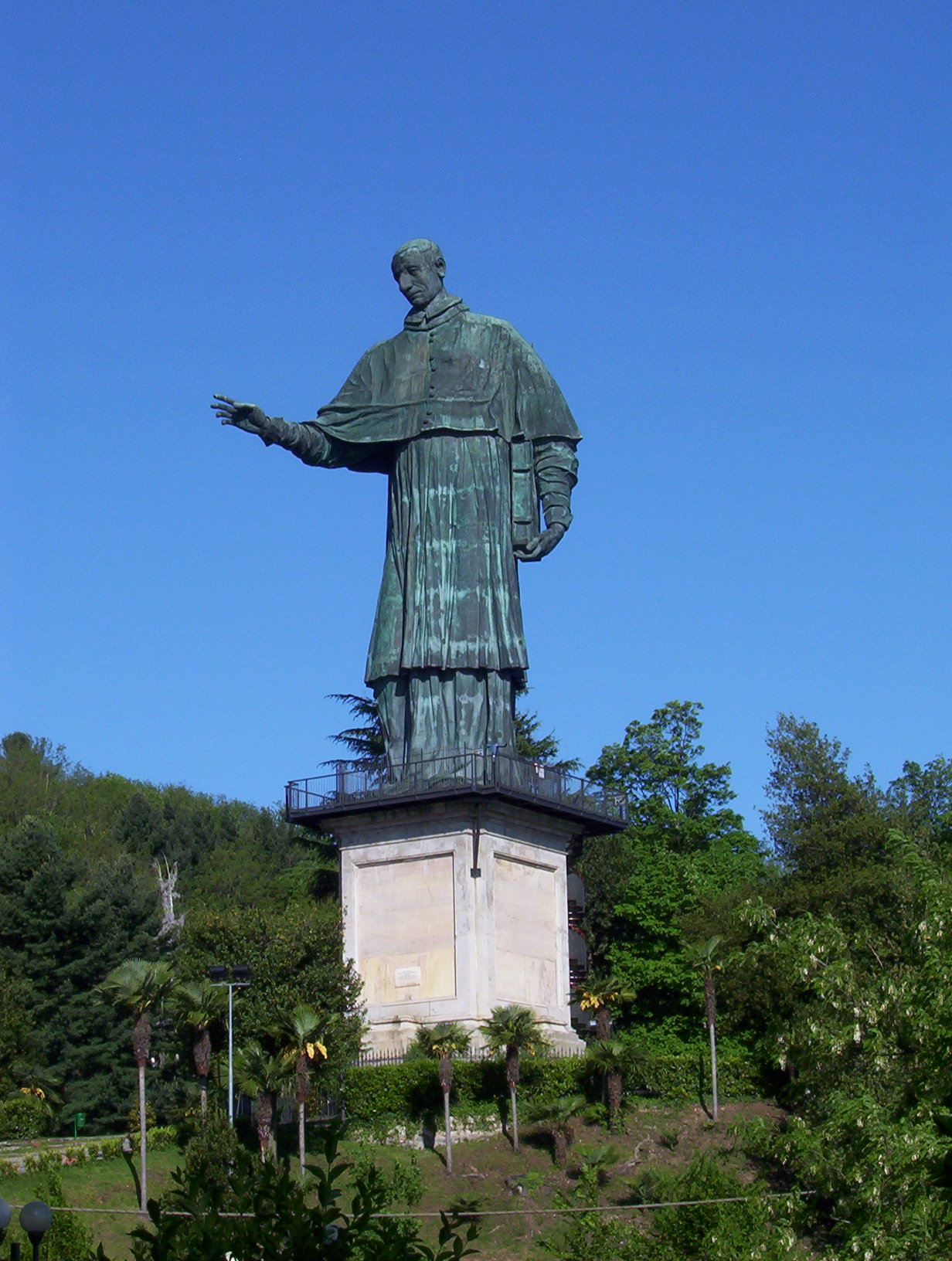
San Carlone.

45°46′13″N 8°32′36″E / 45.77028°N 8.54333°E
圣嘉禄巨像（義大利語：Colosso di san Carlo Borromeo，Sancarlone）是一尊巨大的铜像，建于1614年至1698年间，位于意大利皮埃蒙特阿罗纳附近，描绘天主教圣人、原米兰总主教嘉祿·鲍荣茂。
它建在一座小山上，俯瞰马焦雷湖，靠近鲍荣茂家族的古老城堡。原本计划建造一系列小堂来记录圣人的一生，形成一个圣山 用于冥想和崇拜。但最终只建造了三座。
这座雕像由乔万·巴蒂斯塔·克雷斯皮设计，由帕维亚的西罗·萨内拉和卢加诺的贝尔纳多·法尔科尼建造。它开工于1614年，嘉祿·鲍荣茂封为圣人后不久。这座23.5米高的雕像用锤打过的铜板制成，并用螺栓连接。它矗立在11.5米高的花岗岩基座上。游客可以通过狭窄的楼梯和梯子进入内部。
1869年，设计自由女神像的法国艺术家弗雷德里克·奥古斯特·巴托尔迪，在从埃及回来的途中，访问了阿罗纳，研究雕像的结构。在自由女神像脚下的牌匾上，提到了阿罗纳巨像。
在电影《蜘蛛人：离家日》中，哥伦比亚影业的标志火炬女神逐渐消失在圣嘉禄巨像中。